# Abel Bonnard
Abel Bonnard (ur. 19 grudnia 1883 w Poitiers, zm. 31 maja 1968 w Hiszpanii) – francuski poeta i pisarz, minister edukacji narodowej w rządzie Francji Vichy.
Uczył się w Marsylii, a następnie w Lycée Louis-le-Grand w Paryżu. Po jego ukończeniu podjął studia z literatury w paryskim École du Louvre. Wszedł również w skład Académie française (wydalono go z niej po zakończeniu II wojny światowej za kolaborację z Niemcami). Zaangażował się też w działalność polityczną, popierając idee wyznawane przez Charlesa Maurras’a, przywódcę Action Française. Jego poglądy polityczne miały charakter faszyzujący. W okresie Francji Vichy był ministrem edukacji narodowej od 18 kwietnia 1942 do 20 sierpnia 1944 rokou. Przez francuskich nacjonalistów był nazywany la Gestapette. Po wojnie zbiegł do frankistowskiej Hiszpanii. W kraju został zaocznie skazany na karę śmierci. W roku 1960 powrócił do Francji, aby oczyścić się przed sądem z działalności okupacyjnej. Ponownie uznany za winnego kolaboracji wyjechał z powrotem do Hiszpanii.

## Twórczość pisarska
- „Les Familiers” (1906)
- „Les Histoires” (1908)
- „Les Royautés” (1908)
- „La Vie et l’Amour” (1913)
- „Le Palais Palmacamini” (1914)
- „La France et ses morts” (1918)
- „Notes de voyage : En Chine (1920–1921), 2 vol.” (1924)
- „Éloge de l’ignorance” (1926)
- „La vie amoureuse d’Henri Beyle” (1926)
- „L’Enfance” (1927)
- „L’Amitié” (1928)
- „L’Argent” (1928)
- „Saint François d’Assise” (1929)
- „Rome” (1931)
- „Le drame du présent: Les Modérés” (1936)
- „Savoir aimer” (1937)
- „L’Amour et l’Amitié” (1939)
- „Pensées dans l’action” (1941)
- „Ce monde et moi” (1992)